# Hans Prinzhorn
Hans Prinzhorn (* 6. června 1886 Hemer – 14. června 1933 Mnichov) byl německý psychiatr a historik umění.

## Život
Hans Prinzhorn studoval historii umění a filosofii na univerzitách v Tübingen, Mnichově a Lipsku, kde roku 1908 získal doktorát za práci o Gottfriedu Semperovi (Gottfried Sempersästhetische Grundanschauungen). V letech 1909-1913 se zdokonaloval ve zpěvu v Lipsku, Berlíně a Londýně, aby se mohl stát profesionálním zpěvákem. Od roku 1913 studoval medicínu a psychiatrii ve Freiburgu a Štrasburku a za první světové války sloužil v lazaretu jako vojenský chirurg. Roku 1919 promoval na Univerzitě v Heidelbergu prací Umělecká tvorba choromyslných (Das bildnerische Schaffen der Geisteskranken).
Po promoci nastoupil jako asistent Karla Wilmannse v psychiatrické léčebně v Heidelbergu. Jeho úkolem bylo rozšířit sbírku umění, vytvořeného mentálně nemocnými pacienty, kterou začal shromažďovat Emil Kraepelin. Když roku 1921 opouštěl kliniku, čítala sbírka více než 5 000 děl od 450 pacientů. Výsledkem Prinzhornovy práce byla kniha Bildnerei der Geisteskranken (Výtvarná tvorba duševně nemocných), vydaná roku 1922 a obsahující bohaté ukázky děl pacientů. Publikace byla přijata rezervovaně ze strany psychiatrů, ale vzbudila velký zájem mezi umělci.
Autor zkoumá hranici mezi mentálním onemocněním a sebevyjádřením prostřednictvím umění a představuje jeden z prvních pokusů analyzovat práce mentálně postižených. Zásluhou Jeana Dubuffeta, který tato díla začal sbírat, protože korespondovala s jeho estetickým cítěním a preferencí autentických výtvarných projevů neovlivněných uznávanými standardy, vzniklo označení Art brut.

Po odchodu z Heidelbergu působil Prinzhorn krátce v Curychu, Drážďanech a Wiesbadenu a roku 1925 si založil soukromou psychoterapeutickou praxi ve Frankfurtu. Nebyl příliš úspěšný a nepodařilo se mu získat ani stálou pozici na Univerzitě. Roku 1929 přednášel na Sorbonně v Paříži, v USA a Kanadě.

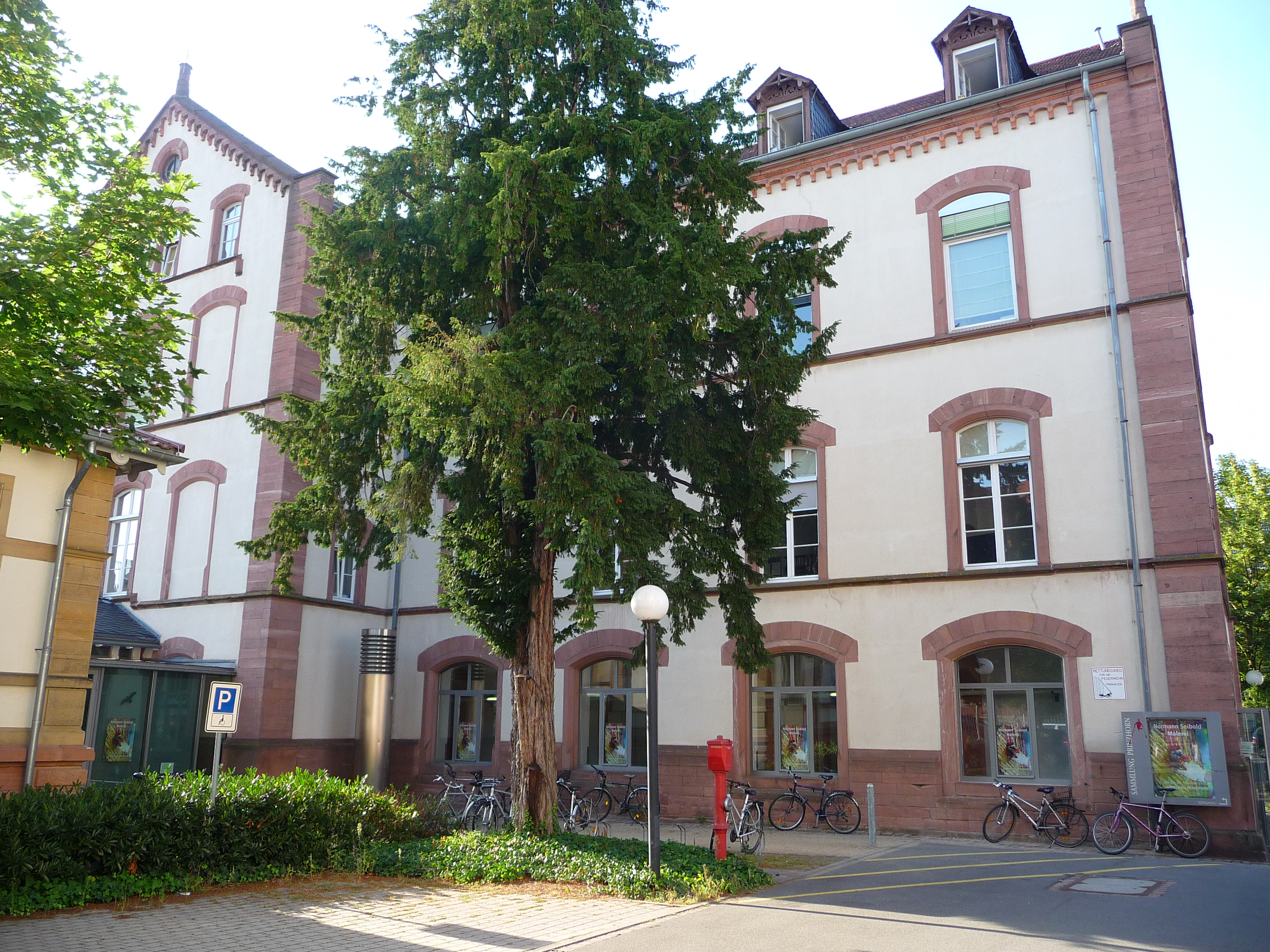
Prinzhornovo muzeum, Heidelberg

Po třech manželstvích, která se rozpadla, odešel z veřejného života a později se odstěhoval ke své tetě do Mnichova. Během života napsal a vydal šest knih a živil se psaním esejů a pořádáním přednášek. V letech 1932–1933 pobýval v Itálii, kde se nakazil tyfem. Zemřel v Mnichově roku 1933.

### Prinzhornova sbírka
Prinzhornova sbírka byla shromážděna v psychiatrických léčebnách mezi lety 1880 - 1920 převážně v zemích s německým obyvatelstvem. Obsahuje kresby, malby, koláže, sochy a řadu textů. Po Prinzhornově smrti byla sbírka uschována v podkroví Univerzity a roku 1937 její část využili nacisté pro výstavu Entartete Kunst („Zvrhlé umění“).
Roku 2001 byla přednášková síň neurologické kliniky v Heidelbergu adaptována na výstavní prostory. Kromě toho je v budově knihovna, dobře vybavená restaurátorská dílna, depozitář, stálá expozice dřevěných soch Karla Genzela a prodejna.